# Zenkerella capparidacea
Zenkerella capparidacea är en ärtväxtart som först beskrevs av Paul Hermann Wilhelm Taubert, och fick sitt nu gällande namn av J.Leonard. Zenkerella capparidacea ingår i släktet Zenkerella och familjen ärtväxter. Inga underarter finns listade i Catalogue of Life.